# Peugeot type 1515
Le Peugeot type 1515 est un modèle de camion fabriqué par Peugeot pendant la Première Guerre mondiale.

## Historique
Le type 1515 est présenté au concours de poids lourds organisé par le ministère de la Guerre français en juillet 1914. Il diffère du type 505 par l'usage d'une transmission à cardan en remplacement de la transmission à chaîne.
La production est véritablement lancée en janvier 1915, avec simplification de la fabrication par l'usage de roues en acier coulé plutôt qu'en bois. Après la production de 823 exemplaires, le type 1515 est remplacé en 1916 par le type 1525 (en), reconnaissable à son plateau arrière rallongé.

## Conception
Le type 1515 est équipé d'un moteur à essence Peugeot KM, à quatre cylindres 100 × 150 mm. Son régime maximum est de 1 400 tr/min et il développe une puissance de 19 HP d'après le catalogue Peugeot.
La vitesse maximale est d'environ 25 à 30 km/h mais les vibrations induites par les roues à bandage ne permettent pas de dépasser 25 km/h sans provoquer une usure rapide du châssis.
L'empattement est de 3,9 m et le plateau arrière est long de 4,3 m. Le poids à vide est de 3,25 t et la charge utile est de 4 t.